# Emperor (мини-альбом)
Emperor — дебютный мини-альбом одноимённой норвежской блэк-метал-группы, выпущенный в мае 1993 года на лейбле Candlelight Records.
В 1993 году EP был выпущен в виде сплит-альбома с EP Hordanes Land группы Enslaved.
В 1998 году он был переиздан вместе с демозаписью Wrath of the Tyrant. Песни «Wrath of the Tyrant» и «Night of the Graveless Souls» были перезаписаны и изначально входили в демо Wrath of the Tyrant.
Обложка EP представляет собой гравюру Гюстава Доре под названием «Смерть на бледном коне».

## Песни
| №                   | Название                                | Длительность |
| ------------------- | --------------------------------------- | ------------ |
| 1.                  | «I Am the Black Wizards»                | 6:16         |
| 2.                  | «Wrath of the Tyrant»                   | 4:14         |
| 3.                  | «Night of the Graveless Souls»          | 3:10         |
| 4.                  | «Cosmic Keys to My Creations and Times» | 6:20         |
| Общая длительность: | Общая длительность:                     | 20:00        |

## Участник записи

### Emperor
- Исан — вокал, гитара, синтезатор
- Самот — гитара
- Mortiis — бас-гитара
- Фауст — ударные

### Дополнительный персонал
- Кристоф Шпайдель[англ.] — лого